# 생활의 발견 (텔레비전 프로그램)
생활의 발견은 2012년 10월 28일부터 방송중인 KBS 1TV 시사 및 교양 프로그램이다. 포맷은 KBS 2TV의 《해 볼만한 아침 M&W》의 일부 장면이나 스핀오프 등을 색출하여 편성된다. 이는 MBC의 '이 맛에 산다', SBS의 '살맛나는 오늘'과 거의 유사하다.

## 기획 의도
생활속에 필요한 알찬 정보를 소개하는 시사 및 교양 프로그램이다.

## 방송 시간
| 방송 채널 | 방송 기간 | 방송 시간                                                                 |
| --------- | --- | ------------------------------------------------------------------------- |
| KBS 2TV   | 2012년 10월 28일 | 매주 일요일 새벽 1:25 ~ 2:25 (60분)                                       |
| KBS 2TV   | 2012년 11월 25일 ~ 2013년 5월 26일 | 매주 일요일 새벽 1:25 ~ 2:25 (60분)                                       |
| KBS 2TV   | 2012년 11월 4일 | 매주 일요일 새벽 1:15 ~ 2:15 (60분)                                       |
| KBS 2TV   | 2012년 11월 11일 ~ 2012년 11월 18일 | 매주 일요일 새벽 1:05 ~ 2:05 (60분)                                       |
| KBS 2TV   | 2013년 6월 2일 ~ 2013년 9월 22일 | 매주 일요일 새벽 1:35 ~ 2:25 (60분)                                       |
| KBS 1TV   | 2013년 9월 25일 ~ 2013년 10월 16일 | 매주 수요일 새벽 1:10 ~ 2:10 (60분)                                       |
| KBS 1TV   | 2013년 10월 23일 ~ 2014년 4월 2일 | 매주 수요일 새벽 1:10 ~ 2:00 (50분)                                       |
| KBS 1TV   | 2014년 4월 9일 ~ 2014년 8월 1일 | 매주 수요일 새벽 1:10 ~ 2:00 (50분) 매주 금요일 새벽 3:50 ~ 4:50 (60분)   |
| KBS 1TV   | 2014년 8월 6일 ~ 2014년 8월 29일 | 매주 수요일, 금요일 새벽 1:20 ~ 2:10 (50분)                               |
| KBS 1TV   | 2014년 9월 4일 ~ 2014년 10월 30일 | 매주 목요일 새벽 1:30 ~ 2:20 (50분) 매주 금요일 새벽 1:40 ~ 2:30 (50분)   |
| KBS 1TV   | 2014년 10월 31일 | 매주 금요일 새벽 1:10 ~ 2:00 (50분)                                       |
| KBS 1TV   | 2014년 11월 13일 ~ 2014년 12월 25일 | 매주 목요일 새벽 1:10 ~ 2:00 (50분)                                       |
| KBS 1TV   | 2014년 11월 13일 ~ 2014년 12월 25일 | 매주 금요일 새벽 1:20 ~ 2:10 (50분)                                       |
| KBS 1TV   | 2015년 1월 8일 ~ 2015년 2월 13일 | 매주 목요일 새벽 1:20 ~ 2:00 (40분)                                       |
| KBS 1TV   | 2015년 1월 8일 ~ 2015년 2월 13일 | 매주 금요일 새벽 1:20 ~ 2:10 (50분)                                       |
| KBS 1TV   | 2015년 2월 27일 ~ 2015년 4월 11일 | 매주 금요일 새벽 1:20 ~ 2:10 (50분)                                       |
| KBS 1TV   | 2015년 2월 27일 ~ 2015년 4월 11일 | 매주 토요일 새벽 1:00 ~ 1:50 (50분)                                       |
| KBS 1TV   | 2015년 4월 17일 ~ 2015년 5월 30일 | 매주 금요일 새벽 1:25 ~ 2:15 (50분)                                       |
| KBS 1TV   | 2015년 4월 17일 ~ 2015년 5월 30일 | 매주 토요일 새벽 1:00 ~ 1:50 (50분)                                       |
| KBS 1TV   | 2015년 6월 4일 ~ 2015년 6월 5일 | 매주 목요일 새벽 1:50 ~ 2:40 (50분)                                       |
| KBS 1TV   | 2015년 6월 4일 ~ 2015년 6월 5일 | 매주 금요일 새벽 1:35 ~ 2:25 (50분)                                       |
| KBS 1TV   | 2015년 6월 11일 ~ 2015년 6월 12일 | 매주 목요일 새벽 1:40 ~ 2:30 (50분)                                       |
| KBS 1TV   | 2015년 6월 11일 ~ 2015년 6월 12일 | 매주 금요일 새벽 1:25 ~ 2:15 (50분)                                       |
| KBS 1TV   | 2015년 6월 18일 ~ 2015년 6월 19일 | 매주 목요일 새벽 1:30 ~ 2:20 (50분)                                       |
| KBS 1TV   | 2015년 6월 18일 ~ 2015년 6월 19일 | 매주 금요일 새벽 1:25 ~ 2:15 (50분)                                       |
| KBS 1TV   | 2015년 6월 25일 ~ 2015년 10월 2일 | 매주 목요일 새벽 1:50 ~ 2:40 (50분)                                       |
| KBS 1TV   | 2015년 6월 25일 ~ 2015년 10월 2일 | 매주 금요일 새벽 1:25 ~ 2:15 (50분)                                       |
| KBS 1TV   | 2015년 10월 8일 ~ 2015년 10월 9일 | 매주 목요일 새벽 1:45 ~ 2:35 (50분)                                       |
| KBS 1TV   | 2015년 10월 8일 ~ 2015년 10월 9일 | 매주 금요일 새벽 1:25 ~ 2:15 (50분)                                       |
| KBS 1TV   | 2015년 10월 15일 ~ 2015년 10월 16일 | 매주 목요일 새벽 1:35 ~ 2:25 (50분)                                       |
| KBS 1TV   | 2015년 10월 15일 ~ 2015년 10월 16일 | 매주 금요일 새벽 1:45 ~ 2:35 (50분)                                       |
| KBS 1TV   | 2015년 10월 22일 ~ 2015년 1월 6일 2015년 11월 19일 ~ 2016년 1월 22일 | 매주 목요일 새벽 1:45 ~ 2:35 (50분)                                       |
| KBS 1TV   | 2015년 10월 22일 ~ 2015년 1월 6일 2015년 11월 19일 ~ 2016년 1월 22일 | 매주 금요일 새벽 1:25 ~ 2:15 (50분)                                       |
| KBS 1TV   | 2015년 11월 12일 ~ 2015년 11월 13일 | 매주 목요일 새벽 1:45 ~ 2:35 (50분)                                       |
| KBS 1TV   | 2015년 11월 12일 ~ 2015년 11월 13일 | 매주 금요일 새벽 1:25 ~ 2:15 (50분)                                       |
| KBS 1TV   | 2016년 1월 28일 ~ 2016년 1월 29일 | 매주 목요일 새벽 2:35 ~ 3:25 (50분)                                       |
| KBS 1TV   | 2016년 1월 28일 ~ 2016년 1월 29일 | 매주 금요일 새벽 1:25 ~ 2:15 (50분)                                       |
| KBS 1TV   | 2016년 2월 4일 ~ 2016년 2월 12일 | 매주 목요일 새벽 1:35 ~ 2:25 (50분)                                       |
| KBS 1TV   | 2016년 2월 4일 ~ 2016년 2월 12일 | 매주 금요일 새벽 1:25 ~ 2:15 (50분)                                       |
| KBS 1TV   | 2016년 2월 18일 ~ 2016년 7월 15일 2016년 9월 22일 ~ 2016년 9월 30일 | 매주 목요일 새벽 1:35 ~ 2:25 (50분)                                       |
| KBS 1TV   | 2016년 2월 18일 ~ 2016년 7월 15일 2016년 9월 22일 ~ 2016년 9월 30일 | 매주 금요일 새벽 1:20 ~ 2:10 (50분)                                       |
| KBS 1TV   | 2016년 7월 21일 ~ 2016년 7월 22일 | 매주 목요일 새벽 1:45 ~ 2:35 (50분)                                       |
| KBS 1TV   | 2016년 7월 21일 ~ 2016년 7월 22일 | 매주 금요일 새벽 1:20 ~ 2:10 (50분)                                       |
| KBS 1TV   | 2016년 7월 28일 ~ 2016년 7월 29일 2016년 10월 6일 ~ 2016년 11월 11일 2016년 12월 22일 ~ 2016년 12월 23일 2017년 1월 5일 ~ 2017년 1월 6일 2017년 2월 16일 ~ 2017년 2월 24일 2017년 3월 23일 ~ 2017년 3월 24일 2017년 4월 13일 ~ 2017년 4월 14일 2017년 4월 27일 ~ 2017년 4월 28일 | 매주 목요일 새벽 1:15 ~ 2:05 (50분)                                       |
| KBS 1TV   | 2016년 7월 28일 ~ 2016년 7월 29일 2016년 10월 6일 ~ 2016년 11월 11일 2016년 12월 22일 ~ 2016년 12월 23일 2017년 1월 5일 ~ 2017년 1월 6일 2017년 2월 16일 ~ 2017년 2월 24일 2017년 3월 23일 ~ 2017년 3월 24일 2017년 4월 13일 ~ 2017년 4월 14일 2017년 4월 27일 ~ 2017년 4월 28일 | 매주 금요일 새벽 1:20 ~ 2:10 (50분)                                       |
| KBS 1TV   | 2016년 8월 4일 ~ 2016년 9월 9일 | 매주 목요일 ~ 금요일 새벽 1:40 ~ 2:30 (50분)                              |
| KBS 1TV   | 2016년 8월 4일 ~ 2016년 9월 9일 | 매주 금요일 새벽 1:20 ~ 2:10 (50분)                                       |
| KBS 1TV   | 2016년 11월 17일 ~ 2016년 11월 18일 | 매주 목요일 새벽 2:30 ~ 3:20 (50분)                                       |
| KBS 1TV   | 2016년 11월 17일 ~ 2016년 11월 18일 | 매주 금요일 새벽 1:20 ~ 2:10 (50분)                                       |
| KBS 1TV   | 2016년 11월 24일 ~ 2016년 11월 25일 | 매주 목요일 새벽 2:15 ~ 3:05 (50분)                                       |
| KBS 1TV   | 2016년 11월 24일 ~ 2016년 11월 25일 | 매주 금요일 새벽 1:20 ~ 2:10 (50분)                                       |
| KBS 1TV   | 2016년 12월 1일 ~ 2016년 12월 2일 | 매주 목요일 새벽 2:10 ~ 3:00 (50분)                                       |
| KBS 1TV   | 2016년 12월 1일 ~ 2016년 12월 2일 | 매주 금요일 새벽 1:20 ~ 2:10 (50분)                                       |
| KBS 1TV   | 2016년 12월 8일 ~ 2016년 12월 9일 2017년 1월 26일 ~ 2017년 1월 27일 2017년 4월 20일 ~ 2017년 4월 21일 | 매주 목요일 새벽 1:45 ~ 2:35 (50분)                                       |
| KBS 1TV   | 2016년 12월 8일 ~ 2016년 12월 9일 2017년 1월 26일 ~ 2017년 1월 27일 2017년 4월 20일 ~ 2017년 4월 21일 | 매주 금요일 새벽 1:20 ~ 2:10 (50분)                                       |
| KBS 1TV   | 2016년 12월 15일 ~ 2016년 12월 16일 | 매주 목요일 새벽 2:05 ~ 2:55 (50분)                                       |
| KBS 1TV   | 2016년 12월 15일 ~ 2016년 12월 16일 | 매주 금요일 새벽 1:20 ~ 2:10 (50분)                                       |
| KBS 1TV   | 2016년 12월 29일 ~ 2016년 12월 30일 | 매주 목요일 새벽 2:20 ~ 3:10 (50분)                                       |
| KBS 1TV   | 2016년 12월 29일 ~ 2016년 12월 30일 | 매주 금요일 새벽 1:20 ~ 2:10 (50분)                                       |
| KBS 1TV   | 2017년 1월 12일 ~ 2017년 1월 13일 2017년 3월 9일 ~ 2017년 3월 10일 | 매주 목요일 새벽 1:20 ~ 2:10 (50분)                                       |
| KBS 1TV   | 2017년 1월 12일 ~ 2017년 1월 13일 2017년 3월 9일 ~ 2017년 3월 10일 | 매주 금요일 새벽 1:25 ~ 2:15 (50분)                                       |
| KBS 1TV   | 2017년 1월 18일 ~ 2017년 1월 19일 | 매주 목요일 ~ 금요일 새벽 1:20 ~ 2:10 (50분)                              |
| KBS 1TV   | 2017년 2월 9일 ~ 2017년 2월 10일 | 매주 목요일 ~ 금요일 새벽 1:20 ~ 2:10 (50분)                              |
| KBS 1TV   | 2017년 3월 2일 ~ 2017년 3월 3일 | 매주 목요일 ~ 금요일 새벽 1:20 ~ 2:10 (50분)                              |
| KBS 1TV   | 2017년 3월 16일 ~ 2017년 3월 17일 | 매주 목요일 ~ 금요일 새벽 1:20 ~ 2:10 (50분)                              |
| KBS 1TV   | 2017년 4월 6일 ~ 2017년 4월 7일 | 매주 목요일 ~ 금요일 새벽 1:20 ~ 2:10 (50분)                              |
| KBS 1TV   | 2017년 5월 11일 ~ 2017년 5월 12일 | 매주 목요일 ~ 금요일 새벽 1:20 ~ 2:10 (50분)                              |
| KBS 1TV   | 2017년 3월 30일 ~ 2017년 3월 31일 2017년 5월 4일 ~ 2017년 5월 11일 | 매주 목요일 새벽 1:00 ~ 1:50 (50분)                                       |
| KBS 1TV   | 2017년 3월 30일 ~ 2017년 3월 31일 2017년 5월 4일 ~ 2017년 5월 11일 | 매주 금요일 새벽 1:20 ~ 2:10 (50분)                                       |
| KBS 1TV   | 2017년 5월 18일 ~ 2017년 5월 19일 | 매주 목요일 새벽 1:15 ~ 2:05 (50분)                                       |
| KBS 1TV   | 2017년 5월 18일 ~ 2017년 5월 19일 | 매주 금요일 새벽 1:20 ~ 2:10 (50분)                                       |
| KBS 1TV   | 2017년 5월 25일 ~ 2017년 5월 26일 | 매주 목요일 새벽 1:25 ~ 2:15 (50분)                                       |
| KBS 1TV   | 2017년 5월 25일 ~ 2017년 5월 26일 | 매주 금요일 새벽 1:20 ~ 2:10 (50분)                                       |
| KBS 1TV   | 2017년 5월 30일 ~ 2017년 5월 31일 | 매주 화요일 새벽 1:20 ~ 2:10 (50분)                                       |
| KBS 1TV   | 2017년 5월 30일 ~ 2017년 5월 31일 | 매주 수요일 새벽 2:10 ~ 3:00 (50분)                                       |
| KBS 1TV   | 2017년 6월 6일 ~ 2017년 6월 7일 | 매주 화요일 새벽 1:20 ~ 2:10 (50분)                                       |
| KBS 1TV   | 2017년 6월 6일 ~ 2017년 6월 7일 | 매주 수요일 새벽 2:15 ~ 3:05 (50분)                                       |
| KBS 1TV   | 2017년 6월 13일 ~ 2017년 6월 14일 2017년 6월 27일 ~ 2017년 6월 28일 | 매주 화요일 새벽 1:20 ~ 2:10 (50분)                                       |
| KBS 1TV   | 2017년 6월 13일 ~ 2017년 6월 14일 2017년 6월 27일 ~ 2017년 6월 28일 | 매주 수요일 새벽 2:05 ~ 2:55 (50분)                                       |
| KBS 1TV   | 2017년 6월 20일 ~ 2017년 6월 21일 2017년 8월 22일 ~ 2017년 8월 23일 | 매주 화요일 새벽 1:20 ~ 2:10 (50분)                                       |
| KBS 1TV   | 2017년 6월 20일 ~ 2017년 6월 21일 2017년 8월 22일 ~ 2017년 8월 23일 | 매주 수요일 새벽 2:00 ~ 2:50 (50분)                                       |
| KBS 1TV   | 2017년 7월 3일 ~ 2017년 7월 4일 | 매주 화요일 새벽 1:30 ~ 2:20 (50분)                                       |
| KBS 1TV   | 2017년 7월 3일 ~ 2017년 7월 4일 | 매주 수요일 새벽 2:05 ~ 2:55 (50분)                                       |
| KBS 1TV   | 2017년 7월 10일 ~ 2017년 7월 11일 | 매주 화요일 새벽 1:30 ~ 2:20 (50분)                                       |
| KBS 1TV   | 2017년 7월 10일 ~ 2017년 7월 11일 | 매주 수요일 새벽 1:45 ~ 2:35 (50분)                                       |
| KBS 1TV   | 2017년 7월 17일 ~ 2017년 7월 18일 | 매주 화요일 새벽 1:20 ~ 2:10 (50분)                                       |
| KBS 1TV   | 2017년 7월 17일 ~ 2017년 7월 18일 | 매주 수요일 새벽 1:50 ~ 2:40 (50분)                                       |
| KBS 1TV   | 2017년 7월 24일 ~ 2017년 7월 25일 | 매주 화요일 새벽 1:30 ~ 2:20 (50분)                                       |
| KBS 1TV   | 2017년 7월 24일 ~ 2017년 7월 25일 | 매주 수요일 새벽 2:05 ~ 2:55 (50분)                                       |
| KBS 1TV   | 2017년 7월 31일 ~ 2017년 8월 1일 | 매주 화요일 새벽 1:25 ~ 2:10 (45분)                                       |
| KBS 1TV   | 2017년 7월 31일 ~ 2017년 8월 1일 | 매주 수요일 새벽 2:15 ~ 3:05 (50분)                                       |
| KBS 1TV   | 2017년 8월 8일 ~ 2017년 8월 9일 | 매주 화요일 새벽 1:20 ~ 2:10 (50분)                                       |
| KBS 1TV   | 2017년 8월 8일 ~ 2017년 8월 9일 | 매주 수요일 새벽 2:25 ~ 3:15 (50분)                                       |
| KBS 1TV   | 2017년 8월 15일 ~ 2017년 8월 16일 | 매주 화요일 새벽 1:25 ~ 2:15 (50분)                                       |
| KBS 1TV   | 2017년 8월 15일 ~ 2017년 8월 16일 | 매주 수요일 새벽 2:05 ~ 2:55 (50분)                                       |
| KBS 1TV   | 2017년 8월 29일 ~ 2017년 8월 30일 | 매주 화요일 새벽 1:25 ~ 2:15 (50분)                                       |
| KBS 1TV   | 2017년 8월 29일 ~ 2017년 8월 30일 | 매주 수요일 새벽 1:50 ~ 2:40 (50분)                                       |
| KBS 1TV   | 2017년 9월 5일 ~ 2017년 9월 6일 | 매주 화요일 새벽 1:00 ~ 1:50 (50분)                                       |
| KBS 1TV   | 2017년 9월 5일 ~ 2017년 9월 6일 | 매주 수요일 새벽 1:20 ~ 2:10 (50분)                                       |
| KBS 1TV   | 2017년 9월 12일 ~ 2017년 9월 6일 | 매주 화요일 새벽 12:40 ~ 1:30 (50분)                                      |
| KBS 1TV   | 2017년 9월 12일 ~ 2017년 9월 6일 | 매주 수요일 새벽 1:25 ~ 2:15 (50분)                                       |
| KBS 1TV   | 2017년 9월 19일 ~ 2017년 9월 20일 | 매주 화요일 새벽 1:05 ~ 1:55 (50분)                                       |
| KBS 1TV   | 2017년 9월 19일 ~ 2017년 9월 20일 | 매주 수요일 새벽 1:40 ~ 2:30 (50분)                                       |
| KBS 1TV   | 2017년 9월 25일 ~ 2017년 9월 26일 | 매주 화요일 새벽 0:50 ~ 1:40 (50분)                                       |
| KBS 1TV   | 2017년 9월 25일 ~ 2017년 9월 26일 | 매주 수요일 새벽 1:25 ~ 2:15 (50분)                                       |
| KBS 1TV   | 2017년 10월 11일 ~ 2017년 9월 26일 | 매주 수요일 새벽 0:50 ~ 1:40 (50분)                                       |
| KBS 1TV   | 2017년 10월 17일 ~ 2017년 10월 18일 | 매주 화요일 새벽 0:50 ~ 1:40 (50분)                                       |
| KBS 1TV   | 2017년 10월 17일 ~ 2017년 10월 18일 | 매주 수요일 새벽 1:50 ~ 2:40 (50분)                                       |
| KBS 1TV   | 2017년 10월 24일 ~ 2017년 10월 25일 | 매주 화요일 새벽 0:50 ~ 1:40 (50분)                                       |
| KBS 1TV   | 2017년 10월 24일 ~ 2017년 10월 25일 | 매주 수요일 새벽 1:40 ~ 2:30 (50분)                                       |
| KBS 1TV   | 2017년 10월 31일 ~ 2017년 11월 1일 | 매주 화요일 새벽 0:50 ~ 1:40 (50분)                                       |
| KBS 1TV   | 2017년 10월 31일 ~ 2017년 11월 1일 | 매주 수요일 새벽 1:45 ~ 2:35 (50분)                                       |
| KBS 1TV   | 2017년 11월 7일 ~ 2017년 11월 8일 | 매주 화요일 새벽 0:50 ~ 1:40 (50분)                                       |
| KBS 1TV   | 2017년 11월 7일 ~ 2017년 11월 8일 | 매주 수요일 새벽 1:30 ~ 2:20 (50분)                                       |
| KBS 1TV   | 2017년 11월 14일 ~ 2017년 11월 15일 | 매주 화요일 새벽 1:05 ~ 1:55 (50분)                                       |
| KBS 1TV   | 2017년 11월 14일 ~ 2017년 11월 15일 | 매주 수요일 새벽 4:00 ~ 4:50 (50분)                                       |
| KBS 1TV   | 2017년 11월 21일 ~ 2017년 11월 22일 | 매주 화요일 새벽 0:50 ~ 1:40 (50분)                                       |
| KBS 1TV   | 2017년 11월 21일 ~ 2017년 11월 22일 | 매주 수요일 새벽 12:20 ~ 1:10 (50분)                                      |
| KBS 1TV   | 2017년 11월 28일 | 매주 화요일 새벽 0:50 ~ 1:40 (50분)                                       |
| KBS 1TV   | 2017년 11월 28일 | 매주 화요일 밤 11:55 ~ 수요일 새벽 0:45 (50분)                            |
| KBS 1TV   | 2017년 12월 5일 ~ 2017년 11월 8일 | 매주 화요일 새벽 0:50 ~ 1:40 (50분)                                       |
| KBS 1TV   | 2017년 12월 5일 ~ 2017년 11월 8일 | 매주 수요일 새벽 1:05 ~ 1:55 (50분)                                       |
| KBS 1TV   | 2017년 12월 12일 ~ 2017년 12월 13일 | 매주 화요일 새벽 0:55 ~ 1:45 (50분)                                       |
| KBS 1TV   | 2017년 12월 12일 ~ 2017년 12월 13일 | 매주 수요일 새벽 1:00 ~ 1:50 (50분)                                       |
| KBS 1TV   | 2017년 12월 19일 ~ 2017년 12월 20일 2018년 1월 23일 ~ 2018년 1월 31일 | 매주 화요일 새벽 0:50 ~ 1:40 (50분)                                       |
| KBS 1TV   | 2017년 12월 19일 ~ 2017년 12월 20일 2018년 1월 23일 ~ 2018년 1월 31일 | 매주 수요일 새벽 1:05 ~ 1:55 (50분)                                       |
| KBS 1TV   | 2017년 12월 26일 ~ 2017년 12월 27일 | 매주 화요일 새벽 1:30 ~ 2:20 (50분)                                       |
| KBS 1TV   | 2017년 12월 26일 ~ 2017년 12월 27일 | 매주 수요일 새벽 2:20 ~ 3:10 (50분)                                       |
| KBS 1TV   | 2018년 1월 2일 ~ 2018년 1월 3일 | 매주 화요일 새벽 0:50 ~ 1:40 (50분)                                       |
| KBS 1TV   | 2018년 1월 2일 ~ 2018년 1월 3일 | 매주 수요일 새벽 1:00 ~ 1:50 (50분)                                       |
| KBS 1TV   | 2018년 1월 9일 ~ 2018년 1월 10일 | 매주 화요일 새벽 0:55 ~ 1:45 (50분)                                       |
| KBS 1TV   | 2018년 1월 9일 ~ 2018년 1월 10일 | 매주 수요일 새벽 1:45 ~ 2:35 (50분)                                       |
| KBS 1TV   | 2018년 1월 16일 ~ 2018년 1월 17일 | 매주 화요일 새벽 0:50 ~ 1:40 (50분)                                       |
| KBS 1TV   | 2018년 1월 16일 ~ 2018년 1월 17일 | 매주 수요일 새벽 1:10 ~ 2:00 (50분)                                       |
| KBS 1TV   | 2018년 2월 6일 ~ 2018년 2월 7일 | 매주 화요일 새벽 1:10 ~ 2:00 (50분)                                       |
| KBS 1TV   | 2018년 2월 6일 ~ 2018년 2월 7일 | 매주 수요일 새벽 1:15 ~ 2:05 (50분)                                       |
| KBS 1TV   | 2018년 2월 13일 ~ 2018년 2월 14일 | 매주 화요일 새벽 2:00 ~ 2:50 (50분)                                       |
| KBS 1TV   | 2018년 2월 13일 ~ 2018년 2월 14일 | 매주 수요일 새벽 1:55 ~ 2:45 (50분)                                       |
| KBS 1TV   | 2018년 2월 20일 ~ 2018년 2월 21일 | 매주 화요일 새벽 0:40 ~ 1:30 (50분)                                       |
| KBS 1TV   | 2018년 2월 20일 ~ 2018년 2월 21일 | 매주 수요일 새벽 2:35 ~ 3:25 (50분)                                       |
| KBS 1TV   | 2018년 2월 27일 ~ 2018년 2월 28일 | 매주 화요일 새벽 0:50 ~ 1:40 (50분)                                       |
| KBS 1TV   | 2018년 2월 27일 ~ 2018년 2월 28일 | 매주 수요일 새벽 1:45 ~ 2:35 (50분)                                       |
| KBS 1TV   | 2018년 2월 27일 ~ 2018년 2월 28일 | 매주 화요일 새벽 0:50 ~ 1:40 (50분)                                       |
| KBS 1TV   | 2018년 2월 27일 ~ 2018년 2월 28일 | 매주 수요일 새벽 1:45 ~ 2:35 (50분)                                       |
| KBS 1TV   | 2018년 3월 6일 ~ 2018년 3월 7일 | 매주 화요일 새벽 0:50 ~ 1:40 (50분)                                       |
| KBS 1TV   | 2018년 3월 6일 ~ 2018년 3월 7일 | 매주 수요일 새벽 1:25 ~ 2:15 (50분)                                       |
| KBS 1TV   | 2018년 3월 13일 ~ 2018년 3월 14일 | 매주 화요일 새벽 0:45 ~ 1:35 (50분)                                       |
| KBS 1TV   | 2018년 3월 13일 ~ 2018년 3월 14일 | 매주 수요일 새벽 2:05 ~ 2:55 (50분)                                       |
| KBS 1TV   | 2018년 3월 20일 ~ 2018년 3월 21일 | 매주 화요일 새벽 1:25 ~ 2:15 (50분)                                       |
| KBS 1TV   | 2018년 3월 20일 ~ 2018년 3월 21일 | 매주 수요일 새벽 2:25 ~ 3:15 (50분)                                       |
| KBS 1TV   | 2018년 3월 27일 ~ 2018년 3월 28일 2018년 5월 1일 ~ 2018년 5월 2일 | 매주 화요일 새벽 1:20 ~ 2:10 (50분)                                       |
| KBS 1TV   | 2018년 3월 27일 ~ 2018년 3월 28일 2018년 5월 1일 ~ 2018년 5월 2일 | 매주 수요일 새벽 2:35 ~ 3:25 (50분)                                       |
| KBS 1TV   | 2018년 4월 3일 ~ 2018년 4월 4일 | 매주 화요일 새벽 1:20 ~ 2:10 (50분)                                       |
| KBS 1TV   | 2018년 4월 3일 ~ 2018년 4월 4일 | 매주 수요일 새벽 2:05 ~ 2:55 (50분)                                       |
| KBS 1TV   | 2018년 4월 10일 ~ 2018년 4월 18일 2018년 7월 10일 ~ 2018년 7월 11일 | 매주 화요일 새벽 1:20 ~ 2:10 (50분)                                       |
| KBS 1TV   | 2018년 4월 10일 ~ 2018년 4월 18일 2018년 7월 10일 ~ 2018년 7월 11일 | 매주 수요일 새벽 1:40 ~ 2:30 (50분)                                       |
| KBS 1TV   | 2018년 4월 24일 ~ 2018년 4월 25일 | 매주 화요일 새벽 1:25 ~ 2:15 (50분)                                       |
| KBS 1TV   | 2018년 4월 24일 ~ 2018년 4월 25일 | 매주 수요일 새벽 2:15 ~ 3:05 (50분)                                       |
| KBS 1TV   | 2018년 5월 8일 ~ 2018년 5월 9일 | 매주 화요일 새벽 1:20 ~ 2:10 (50분)                                       |
| KBS 1TV   | 2018년 5월 8일 ~ 2018년 5월 9일 | 매주 수요일 새벽 2:15 ~ 3:05 (50분)                                       |
| KBS 1TV   | 2018년 5월 15일 ~ 2018년 5월 16일 | 매주 화요일 새벽 1:25 ~ 2:15 (50분)                                       |
| KBS 1TV   | 2018년 5월 15일 ~ 2018년 5월 16일 | 매주 수요일 새벽 2:00 ~ 2:50 (50분)                                       |
| KBS 1TV   | 2018년 5월 15일 ~ 2018년 5월 16일 | 매주 화요일 새벽 1:25 ~ 2:15 (50분)                                       |
| KBS 1TV   | 2018년 5월 15일 ~ 2018년 5월 16일 | 매주 수요일 새벽 2:00 ~ 2:50 (50분)                                       |
| KBS 1TV   | 2018년 5월 22일 ~ 2018년 5월 23일 2018년 7월 24일 ~ 2018년 8월 15일 | 매주 화요일 새벽 1:20 ~ 2:10 (50분)                                       |
| KBS 1TV   | 2018년 5월 22일 ~ 2018년 5월 23일 2018년 7월 24일 ~ 2018년 8월 15일 | 매주 수요일 새벽 2:00 ~ 2:50 (50분)                                       |
| KBS 1TV   | 2018년 5월 29일 ~ 2018년 5월 30일 | 매주 화요일 새벽 1:50 ~ 2:40 (50분)                                       |
| KBS 1TV   | 2018년 5월 29일 ~ 2018년 5월 30일 | 매주 수요일 새벽 1:20 ~ 2:10 (50분)                                       |
| KBS 1TV   | 2018년 6월 5일 ~ 2018년 6월 6일 | 매주 화요일 새벽 12:55 ~ 1:45 (50분)                                      |
| KBS 1TV   | 2018년 6월 5일 ~ 2018년 6월 6일 | 매주 수요일 새벽 2:25 ~ 3:15 (50분)                                       |
| KBS 1TV   | 2018년 6월 12일 ~ 2018년 6월 13일 | 매주 화요일 새벽 1:30 ~ 2:20 (50분)                                       |
| KBS 1TV   | 2018년 6월 12일 ~ 2018년 6월 13일 | 매주 수요일 새벽 2:55 ~ 3:45 (50분)                                       |
| KBS 1TV   | 2018년 6월 20일 | 매주 수요일 새벽 2:05 ~ 2:55 (50분)                                       |
| KBS 1TV   | 2018년 6월 26일 ~ 2018년 6월 27일 | 매주 화요일 새벽 1:00 ~ 1:50 (50분)                                       |
| KBS 1TV   | 2018년 6월 26일 ~ 2018년 6월 27일 | 매주 수요일 새벽 2:10 ~ 3:00 (50분)                                       |
| KBS 1TV   | 2018년 7월 4일 | 매주 수요일 새벽 2:10 ~ 3:00 (50분)                                       |
| KBS 1TV   | 2018년 7월 10일 ~ 2018년 7월 11일 | 매주 화요일, 수요일 새벽 2:00 ~ 2:50 (50분)                               |
| KBS 1TV   | 2018년 8월 21일 ~ 2018년 8월 22일 | 매주 화요일 새벽 2:10 ~ 3:00 (50분)                                       |
| KBS 1TV   | 2018년 8월 21일 ~ 2018년 8월 22일 | 매주 수요일 새벽 2:00 ~ 2:50 (50분)                                       |
| KBS 1TV   | 2018년 8월 28일 ~ 2018년 8월 29일 | 매주 화요일 새벽 2:10 ~ 3:00 (50분)                                       |
| KBS 1TV   | 2018년 8월 28일 ~ 2018년 8월 29일 | 매주 수요일 새벽 2:05 ~ 2:55 (50분)                                       |
| KBS 1TV   | 2018년 9월 4일 ~ 2018년 9월 5일 | 매주 화요일 새벽 1:25 ~ 2:15 (50분)                                       |
| KBS 1TV   | 2018년 9월 4일 ~ 2018년 9월 5일 | 매주 수요일 새벽 1:50 ~ 2:40 (50분)                                       |
| KBS 1TV   | 2018년 9월 11일 ~ 2018년 9월 5일 | 매주 화요일 새벽 1:45 ~ 2:35 (50분)                                       |
| KBS 1TV   | 2018년 9월 11일 ~ 2018년 9월 5일 | 매주 수요일 새벽 2:00 ~ 2:50 (50분)                                       |
| KBS 1TV   | 2018년 9월 18일 ~ 2018년 9월 19일 | 매주 화요일 새벽 1:50 ~ 2:40 (50분)                                       |
| KBS 1TV   | 2018년 9월 18일 ~ 2018년 9월 19일 | 매주 수요일 새벽 2:00 ~ 2:50 (50분)                                       |
| KBS 1TV   | 2018년 9월 25일 ~ 2018년 9월 26일 | 매주 화요일 새벽 2:20 ~ 3:05 (45분)                                       |
| KBS 1TV   | 2018년 9월 25일 ~ 2018년 9월 26일 | 매주 수요일 새벽 12:50 ~ 1:40 (50분)                                      |
| KBS 1TV   | 2018년 10월 2일 ~ 2018년 10월 10일 | 매주 화요일 새벽 1:45 ~ 2:35 (50분)                                       |
| KBS 1TV   | 2018년 10월 2일 ~ 2018년 10월 10일 | 매주 수요일 새벽 2:00 ~ 2:50 (50분)                                       |
| KBS 1TV   | 2018년 10월 16일 ~ 2018년 10월 10일 | 매주 화요일 새벽 1:00 ~ 1:50 (50분)                                       |
| KBS 1TV   | 2018년 10월 16일 ~ 2018년 10월 10일 | 매주 수요일 새벽 2:00 ~ 2:50 (50분)                                       |
| KBS 1TV   | 2018년 10월 23일 ~ 2018년 10월 24일 | 매주 화요일 새벽 1:45 ~ 2:35 (50분)                                       |
| KBS 1TV   | 2018년 10월 23일 ~ 2018년 10월 24일 | 매주 수요일 새벽 1:55 ~ 2:45 (50분)                                       |
| KBS 1TV   | 2018년 10월 30일 ~ 2018년 10월 31일 | 매주 화요일 새벽 1:40 ~ 2:30 (45분)                                       |
| KBS 1TV   | 2018년 10월 30일 ~ 2018년 10월 31일 | 매주 수요일 새벽 1:55 ~ 2:45 (50분)                                       |
| KBS 1TV   | 2018년 10월 30일 ~ 2018년 10월 31일 | 매주 화요일 새벽 1:40 ~ 2:30 (45분)                                       |
| KBS 1TV   | 2018년 10월 30일 ~ 2018년 10월 31일 | 매주 수요일 새벽 1:55 ~ 2:45 (50분)                                       |
| KBS 1TV   | 2018년 11월 13일 ~ 2018년 11월 14일 2018년 11월 27일 ~ 2018년 11월 28일 | 매주 화요일 새벽 1:40 ~ 2:30 (50분)                                       |
| KBS 1TV   | 2018년 11월 13일 ~ 2018년 11월 14일 2018년 11월 27일 ~ 2018년 11월 28일 | 매주 수요일 새벽 1:45 ~ 2:35 (50분)                                       |
| KBS 1TV   | 2018년 11월 7일 | 매주 수요일 새벽 1:40 ~ 2:30 (50분)                                       |
| KBS 1TV   | 2018년 11월 21일 | 매주 수요일 새벽 1:45 ~ 2:35 (50분)                                       |
| KBS 1TV   | 2018년 12월 4일 ~ 2018년 12월 5일 | 매주 화요일 새벽 1:30 ~ 2:20 (50분)                                       |
| KBS 1TV   | 2018년 12월 4일 ~ 2018년 12월 5일 | 매주 수요일 새벽 1:40 ~ 2:30 (50분)                                       |
| KBS 1TV   | 2018년 12월 11일 ~ 2018년 12월 12일 | 매주 화요일 새벽 1:30 ~ 2:20 (50분)                                       |
| KBS 1TV   | 2018년 12월 11일 ~ 2018년 12월 12일 | 매주 수요일 새벽 1:40 ~ 2:30 (50분)                                       |
| KBS 1TV   | 2018년 12월 18일 ~ 2018년 12월 26일 | 매주 화요일, 수요일 새벽 1:30 ~ 2:20 (50분)                               |
| KBS 1TV   | 2019년 1월 2일 | 매주 수요일 새벽 1:20 ~ 2:10 (50분)                                       |
| KBS 1TV   | 2019년 1월 8일 ~ 2019년 1월 9일 | 매주 화요일, 수요일 새벽 1:40 ~ 2:30 (50분)                               |
| KBS 1TV   | 2019년 1월 15일 ~ 2019년 1월 16일 | 매주 화요일 새벽 1:40 ~ 2:30 (50분)                                       |
| KBS 1TV   | 2019년 1월 15일 ~ 2019년 1월 16일 | 매주 수요일 새벽 1:45 ~ 2:35 (50분)                                       |
| KBS 1TV   | 2019년 1월 22일 ~ 2019년 1월 30일 | 매주 화요일 새벽 1:35 ~ 2:25 (50분)                                       |
| KBS 1TV   | 2019년 1월 22일 ~ 2019년 1월 30일 | 매주 수요일 새벽 1:30 ~ 2:20 (50분)                                       |
| KBS 1TV   | 2019년 2월 5일 ~ 2019년 2월 6일 | 매주 화요일, 수요일 새벽 1:40 ~ 2:30 (50분)                               |
| KBS 1TV   | 2019년 2월 12일 ~ 2019년 1월 30일 | 매주 화요일 새벽 0:45 ~ 1:35 (50분)                                       |
| KBS 1TV   | 2019년 2월 12일 ~ 2019년 1월 30일 | 매주 수요일 새벽 1:40 ~ 2:30 (50분)                                       |
| KBS 1TV   | 2019년 2월 19일 ~ 2019년 2월 20일 | 매주 화요일 새벽 0:45 ~ 1:35 (50분)                                       |
| KBS 1TV   | 2019년 2월 19일 ~ 2019년 2월 20일 | 매주 수요일 새벽 1:35 ~ 2:25 (50분)                                       |
| KBS 1TV   | 2019년 2월 26일 ~ 2019년 2월 27일 | 매주 화요일 새벽 0:45 ~ 1:35 (50분)                                       |
| KBS 1TV   | 2019년 2월 26일 ~ 2019년 2월 27일 | 매주 수요일 새벽 1:45 ~ 2:35 (50분)                                       |
| KBS 1TV   | 2019년 3월 5일 ~ 2019년 3월 6일 | 매주 화요일 새벽 1:40 ~ 2:30 (50분)                                       |
| KBS 1TV   | 2019년 3월 5일 ~ 2019년 3월 6일 | 매주 수요일 새벽 1:45 ~ 2:35 (50분)                                       |
| KBS 1TV   | 2019년 3월 12일 ~ 2019년 3월 20일 | 매주 화요일 새벽 0:45 ~ 1:35 (50분)                                       |
| KBS 1TV   | 2019년 3월 12일 ~ 2019년 3월 20일 | 매주 수요일 새벽 1:30 ~ 2:20 (50분)                                       |
| KBS 1TV   | 2019년 3월 26일 ~ 2019년 3월 27일 | 매주 화요일 새벽 0:45 ~ 1:35 (50분)                                       |
| KBS 1TV   | 2019년 3월 26일 ~ 2019년 3월 27일 | 매주 수요일 새벽 1:35 ~ 2:25 (50분)                                       |
| KBS 1TV   | 2019년 4월 2일 | 매주 화요일 새벽 1:35 ~ 2:25 (50분)                                       |
| KBS 1TV   | 2019년 4월 9일 ~ 2019년 4월 10일 | 매주 화요일, 수요일 새벽 1:30 ~ 2:20 (50분)                               |
| KBS 1TV   | 2019년 4월 16일 ~ 2019년 4월 17일 | 매주 화요일 새벽 1:35 ~ 2:25 (50분)                                       |
| KBS 1TV   | 2019년 4월 16일 ~ 2019년 4월 17일 | 매주 수요일 새벽 1:40 ~ 2:30 (50분)                                       |
| KBS 1TV   | 2019년 4월 23일 ~ 2019년 4월 24일 | 매주 화요일, 수요일 새벽 1:35 ~ 2:20 (45분)                               |
| KBS 1TV   | 2019년 4월 30일 ~ 2019년 5월 1일 | 매주 화요일 새벽 1:35 ~ 2:25 (50분)                                       |
| KBS 1TV   | 2019년 4월 30일 ~ 2019년 5월 1일 | 매주 수요일 새벽 1:45 ~ 2:35 (50분)                                       |
| KBS 1TV   | 2019년 5월 7일 ~ 2019년 5월 8일 | 매주 화요일 새벽 1:25 ~ 2:15 (50분)                                       |
| KBS 1TV   | 2019년 5월 7일 ~ 2019년 5월 8일 | 매주 수요일 새벽 1:20 ~ 2:10 (50분)                                       |
| KBS 1TV   | 2019년 5월 14일 ~ 2019년 5월 15일 | 매주 화요일 새벽 1:35 ~ 2:25 (50분)                                       |
| KBS 1TV   | 2019년 5월 14일 ~ 2019년 5월 15일 | 매주 수요일 새벽 1:40 ~ 2:30 (50분)                                       |
| KBS 1TV   | 2019년 5월 21일 ~ 2019년 5월 29일 | 매주 화요일 새벽 1:35 ~ 2:25 (50분)                                       |
| KBS 1TV   | 2019년 5월 21일 ~ 2019년 5월 29일 | 매주 수요일 새벽 1:30 ~ 2:20 (50분)                                       |
| KBS 1TV   | 2019년 6월 4일 ~ 2019년 6월 5일 | 매주 화요일 새벽 1:35 ~ 2:25 (50분)                                       |
| KBS 1TV   | 2019년 6월 4일 ~ 2019년 6월 5일 | 매주 수요일 새벽 1:05 ~ 1:55 (50분)                                       |
| KBS 1TV   | 2019년 6월 11일 ~ 2019년 6월 12일 | 매주 화요일 ~ 수요일 새벽 1:35 ~ 2:25 (50분)                              |
| KBS 1TV   | 2019년 7월 23일 ~ 2019년 7월 24일 | 매주 화요일 ~ 수요일 새벽 1:35 ~ 2:25 (50분)                              |
| KBS 1TV   | 2019년 11월 5일 ~ 2019년 11월 6일 | 매주 화요일 ~ 수요일 새벽 1:35 ~ 2:25 (50분)                              |
| KBS 1TV   | 2019년 12월 24일 ~ 2019년 12월 25일 | 매주 화요일 ~ 수요일 새벽 1:35 ~ 2:25 (50분)                              |
| KBS 1TV   | 2019년 6월 18일 ~ 2019년 6월 19일 | 매주 화요일 새벽 1:40 ~ 2:30 (50분)                                       |
| KBS 1TV   | 2019년 6월 18일 ~ 2019년 6월 19일 | 매주 수요일 새벽 1:35 ~ 2:25 (50분)                                       |
| KBS 1TV   | 2019년 6월 25일 ~ 2019년 7월 17일 | 매주 화요일 새벽 1:35 ~ 2:25 (50분)                                       |
| KBS 1TV   | 2019년 6월 25일 ~ 2019년 7월 17일 | 매주 수요일 새벽 1:40 ~ 2:30 (50분)                                       |
| KBS 1TV   | 2019년 7월 30일 ~ 2019년 7월 30일 | 매주 화요일 새벽 1:35 ~ 2:25 (50분)                                       |
| KBS 1TV   | 2019년 7월 30일 ~ 2019년 7월 30일 | 매주 수요일 새벽 1:45 ~ 2:35 (50분)                                       |
| KBS 1TV   | 2019년 8월 6일 ~ 2019년 8월 7일 | 매주 화요일 새벽 1:40 ~ 2:30 (50분)                                       |
| KBS 1TV   | 2019년 8월 6일 ~ 2019년 8월 7일 | 매주 수요일 새벽 1:30 ~ 2:20 (50분)                                       |
| KBS 1TV   | 2019년 8월 13일 ~ 2019년 8월 14일 | 매주 화요일 새벽 1:30 ~ 2:20 (50분)                                       |
| KBS 1TV   | 2019년 8월 13일 ~ 2019년 8월 14일 | 매주 수요일 새벽 1:40 ~ 2:30 (50분)                                       |
| KBS 1TV   | 2019년 8월 20일 ~ 2019년 8월 21일 2019년 11월 12일 ~ 2019년 11월 13일 | 매주 화요일 새벽 1:35 ~ 2:25 (50분)                                       |
| KBS 1TV   | 2019년 8월 20일 ~ 2019년 8월 21일 2019년 11월 12일 ~ 2019년 11월 13일 | 매주 수요일 새벽 1:30 ~ 2:20 (50분)                                       |
| KBS 1TV   | 2019년 8월 27일 ~ 2019년 8월 28일 | 매주 화요일 새벽 1:55 ~ 2:45 (50분)                                       |
| KBS 1TV   | 2019년 8월 27일 ~ 2019년 8월 28일 | 매주 수요일 새벽 1:35 ~ 2:25 (50분)                                       |
| KBS 1TV   | 2019년 9월 3일 ~ 2019년 9월 4일 2019년 9월 17일 ~ 2019년 9월 18일 | 매주 화요일 새벽 1:50 ~ 2:40 (50분)                                       |
| KBS 1TV   | 2019년 9월 3일 ~ 2019년 9월 4일 2019년 9월 17일 ~ 2019년 9월 18일 | 매주 수요일 새벽 2:00 ~ 2:50 (50분)                                       |
| KBS 1TV   | 2019년 9월 10일 ~ 2019년 9월 11일 | 매주 화요일 새벽 1:40 ~ 2:30 (50분)                                       |
| KBS 1TV   | 2019년 9월 10일 ~ 2019년 9월 11일 | 매주 수요일 새벽 1:50 ~ 2:40 (50분)                                       |
| KBS 1TV   | 2019년 9월 24일 ~ 2019년 9월 25일 | 매주 화요일 새벽 1:35 ~ 2:25 (50분)                                       |
| KBS 1TV   | 2019년 9월 24일 ~ 2019년 9월 25일 | 매주 수요일 새벽 1:55 ~ 2:45 (50분)                                       |
| KBS 1TV   | 2019년 10월 1일 ~ 2019년 10월 2일 2019년 10월 29일 ~ 2019년 10월 30일 2019년 11월 19일 ~ 2019년 11월 20일 | 매주 화요일 새벽 1:35 ~ 2:25 (50분)                                       |
| KBS 1TV   | 2019년 10월 1일 ~ 2019년 10월 2일 2019년 10월 29일 ~ 2019년 10월 30일 2019년 11월 19일 ~ 2019년 11월 20일 | 매주 수요일 새벽 1:50 ~ 2:40 (50분)                                       |
| KBS 1TV   | 2019년 10월 8일 ~ 2019년 10월 16일 2020년 1월 7일 ~ 2020년 1월 8일 | 매주 화요일 새벽 1:35 ~ 2:25 (50분)                                       |
| KBS 1TV   | 2019년 10월 8일 ~ 2019년 10월 16일 2020년 1월 7일 ~ 2020년 1월 8일 | 매주 수요일 새벽 1:45 ~ 2:35 (50분)                                       |
| KBS 1TV   | 2019년 10월 22일 ~ 2019년 10월 23일 | 매주 화요일 새벽 1:35 ~ 2:25 (50분)                                       |
| KBS 1TV   | 2019년 10월 22일 ~ 2019년 10월 23일 | 매주 수요일 새벽 1:40 ~ 2:30 (50분)                                       |
| KBS 1TV   | 2019년 11월 26일 ~ 2019년 11월 27일 | 매주 화요일 새벽 1:20 ~ 2:10 (50분)                                       |
| KBS 1TV   | 2019년 11월 26일 ~ 2019년 11월 27일 | 매주 수요일 새벽 1:50 ~ 2:40 (50분)                                       |
| KBS 1TV   | 2019년 12월 3일 ~ 2019년 12월 11일 2020년 2월 4일 ~ 2020년 2월 5일 | 매주 화요일 새벽 1:45 ~ 2:35 (50분)                                       |
| KBS 1TV   | 2019년 12월 3일 ~ 2019년 12월 11일 2020년 2월 4일 ~ 2020년 2월 5일 | 매주 수요일 새벽 1:35 ~ 2:25 (50분)                                       |
| KBS 1TV   | 2019년 12월 17일 ~ 2019년 12월 18일 | 매주 화요일 ~ 수요일 새벽 1:35 ~ 2:20 (45분)                              |
| KBS 1TV   | 2019년 12월 31일 ~ 2020년 1월 1일 | 매주 화요일 새벽 1:30 ~ 2:20 (50분)                                       |
| KBS 1TV   | 2019년 12월 31일 ~ 2020년 1월 1일 | 매주 수요일 새벽 1:45 ~ 2:35 (50분)                                       |
| KBS 1TV   | 2020년 1월 14일 ~ 2020년 1월 15일 | 매주 화요일 새벽 1:40 ~ 2:30 (50분)                                       |
| KBS 1TV   | 2020년 1월 14일 ~ 2020년 1월 15일 | 매주 수요일 새벽 2:05 ~ 2:55 (50분)                                       |
| KBS 1TV   | 2020년 1월 21일 ~ 2020년 1월 22일 | 매주 화요일 새벽 1:35 ~ 2:25 (50분)                                       |
| KBS 1TV   | 2020년 1월 21일 ~ 2020년 1월 22일 | 매주 수요일 새벽 1:30 ~ 2:20 (50분)                                       |
| KBS 1TV   | 2020년 1월 27일 ~ 2020년 1월 28일 | 매주 화요일 새벽 2:25 ~ 3:15 (50분)                                       |
| KBS 1TV   | 2020년 1월 27일 ~ 2020년 1월 28일 | 매주 수요일 새벽 1:35 ~ 2:25 (50분)                                       |
| KBS 1TV   | 2020년 2월 11일 | 매주 화요일 새벽 1:40 ~ 2:30 (50분)                                       |
| KBS 1TV   | 2020년 2월 18일 ~ 2020년 2월 19일 | 매주 화요일 새벽 1:40 ~ 2:30 (50분)                                       |
| KBS 1TV   | 2020년 2월 18일 ~ 2020년 2월 19일 | 매주 수요일 새벽 1:40 ~ 2:30 (50분)                                       |
| KBS 1TV   | 2020년 2월 25일 ~ 2020년 2월 26일 | 매주 화요일 새벽 2:10 ~ 3:00 (50분)                                       |
| KBS 1TV   | 2020년 2월 25일 ~ 2020년 2월 26일 | 매주 수요일 새벽 1:50 ~ 2:40 (50분)                                       |
| KBS 1TV   | 2020년 3월 3일 ~ 2020년 3월 18일 2020년 4월 21일 ~ 2020년 4월 22일 | 매주 화요일 새벽 1:55 ~ 2:45 (50분)                                       |
| KBS 1TV   | 2020년 3월 3일 ~ 2020년 3월 18일 2020년 4월 21일 ~ 2020년 4월 22일 | 매주 수요일 새벽 1:45 ~ 2:35 (50분)                                       |
| KBS 1TV   | 2020년 3월 24일 ~ 2020년 3월 25일 2020년 6월 2일 ~ 2020년 6월 3일 | 매주 화요일 새벽 1:50 ~ 2:40 (50분)                                       |
| KBS 1TV   | 2020년 3월 24일 ~ 2020년 3월 25일 2020년 6월 2일 ~ 2020년 6월 3일 | 매주 수요일 새벽 1:40 ~ 2:30 (50분)                                       |
| KBS 1TV   | 2020년 3월 31일 ~ 2020년 4월 1일 | 매주 화요일 ~ 수요일 새벽 1:50 ~ 2:40 (50분)                              |
| KBS 1TV   | 2020년 5월 19일 ~ 2020년 5월 20일 | 매주 화요일 ~ 수요일 새벽 1:50 ~ 2:40 (50분)                              |
| KBS 1TV   | 2020년 4월 7일 ~ 2020년 4월 8일 | 매주 화요일 새벽 2:10 ~ 3:00 (50분)                                       |
| KBS 1TV   | 2020년 4월 7일 ~ 2020년 4월 8일 | 매주 수요일 새벽 3:00 ~ 3:50 (50분)                                       |
| KBS 1TV   | 2020년 4월 14일 ~ 2020년 4월 15일 | 매주 화요일 새벽 2:00 ~ 2:50 (50분)                                       |
| KBS 1TV   | 2020년 4월 14일 ~ 2020년 4월 15일 | 매주 수요일 새벽 1:50 ~ 2:40 (50분)                                       |
| KBS 1TV   | 2020년 4월 28일 ~ 2020년 4월 29일 | 매주 화요일 새벽 1:55 ~ 2:45 (50분)                                       |
| KBS 1TV   | 2020년 4월 28일 ~ 2020년 4월 29일 | 매주 수요일 새벽 1:45 ~ 2:35 (50분)                                       |
| KBS 1TV   | 2020년 5월 5일 ~ 2020년 5월 6일 | 매주 화요일 새벽 1:55 ~ 2:45 (50분)                                       |
| KBS 1TV   | 2020년 5월 5일 ~ 2020년 5월 6일 | 매주 수요일 새벽 1:50 ~ 2:40 (50분)                                       |
| KBS 1TV   | 2020년 5월 12일 ~ 2020년 5월 13일 | 매주 화요일 새벽 1:45 ~ 2:35 (50분)                                       |
| KBS 1TV   | 2020년 5월 12일 ~ 2020년 5월 13일 | 매주 수요일 새벽 2:10 ~ 3:00 (50분)                                       |
| KBS 1TV   | 2020년 5월 26일 ~ 2020년 5월 27일 | 매주 화요일 새벽 1:50 ~ 2:40 (50분)                                       |
| KBS 1TV   | 2020년 5월 26일 ~ 2020년 5월 27일 | 매주 수요일 새벽 1:45 ~ 2:35 (50분)                                       |
| KBS 1TV   | 2020년 6월 8일 ~ 2020년 6월 9일 | 매주 화요일 ~ 수요일 새벽 1:45 ~ 2:35 (50분)                              |
| KBS 1TV   | 2020년 6월 16일 ~ 2020년 6월 17일 | 매주 화요일 새벽 2:00 ~ 2:50 (50분)                                       |
| KBS 1TV   | 2020년 6월 16일 ~ 2020년 6월 17일 | 매주 수요일 새벽 1:50 ~ 2:40 (50분)                                       |
| KBS 1TV   | 2020년 6월 23일 ~ 2020년 6월 24일 | 매주 화요일 새벽 0:55 ~ 1:45 (50분)                                       |
| KBS 1TV   | 2020년 6월 23일 ~ 2020년 6월 24일 | 매주 수요일 새벽 1:40 ~ 2:30 (50분)                                       |
| KBS 1TV   | 2020년 6월 29일 ~ 2020년 6월 30일 | 매주 화요일 새벽 1:05 ~ 1:55 (50분)                                       |
| KBS 1TV   | 2020년 6월 29일 ~ 2020년 6월 30일 | 매주 수요일 새벽 2:20 ~ 3:10 (50분)                                       |
| KBS 1TV   | 2020년 7월 7일 ~ 2020년 7월 8일 | 매주 화요일 새벽 1:05 ~ 1:55 (50분)                                       |
| KBS 1TV   | 2020년 7월 7일 ~ 2020년 7월 8일 | 매주 수요일 새벽 2:00 ~ 2:50 (50분)                                       |
| KBS 1TV   | 2020년 7월 14일 ~ 2020년 7월 15일 2021년 2월 16일 ~ 2021년 2월 17일 | 매주 화요일 새벽 1:05 ~ 2:55 (50분)                                       |
| KBS 1TV   | 2020년 7월 14일 ~ 2020년 7월 15일 2021년 2월 16일 ~ 2021년 2월 17일 | 매주 수요일 새벽 1:55 ~ 2:45 (50분)                                       |
| KBS 1TV   | 2020년 7월 21일 ~ 2020년 7월 29일 2020년 10월 13일 ~ 2020년 10월 14일 2020년 10월 27일 ~ 2020년 11월 4일 2020년 11월 24일 ~ 2020년 12월 9일 2021년 1월 5일 ~ 2021년 1월 6일 2021년 1월 18일 ~ 2021년 1월 19일 2021년 2월 2일 ~ 2021년 2월 10일 2021년 3월 9일 ~ 2021년 3월 24일 2021년 4월 20일 ~ 2021년 4월 21일 2021년 5월 18일 ~ 2021년 5월 26일 2021년 6월 29일 ~ 2021년 6월 30일 2021년 7월 13일 ~ 2021년 7월 14일 2021년 9월 7일 ~ 2021년 9월 15일 2021년 11월 9일 ~ 2021년 12월 1일 2022년 4월 12일 ~ 2022년 4월 13일 2022년 5월 10일 ~ 2022년 5월 11일 2022년 5월 31일 ~ 2022년 6월 1일 2022년 6월 21일 ~ 2022년 6월 22일 2022년 7월 5일 ~ 2022년 7월 13일 2022년 8월 30일 ~ 2022년 8월 31일 2023년 1월 10일 ~ 2023년 1월 11일 2023년 4월 11일 ~ 2023년 5월 16일 | 매주 화요일 새벽 1:00 ~ 1:50 (50분) 매주 수요일 새벽 1:55 ~ 2:45 (50분)   |
| KBS 1TV   | 2020년 8월 4일 ~ 2020년 8월 5일 | 매주 화요일 새벽 1:20 ~ 2:10 (50분)                                       |
| KBS 1TV   | 2020년 8월 4일 ~ 2020년 8월 5일 | 매주 수요일 새벽 1:05 ~ 1:55 (50분)                                       |
| KBS 1TV   | 2020년 8월 11일 ~ 2020년 8월 12일 | 매주 화요일 새벽 1:30 ~ 2:20 (50분)                                       |
| KBS 1TV   | 2020년 8월 11일 ~ 2020년 8월 12일 | 매주 수요일 새벽 1:55 ~ 2:45 (50분)                                       |
| KBS 1TV   | 2020년 8월 18일 ~ 2020년 8월 19일 | 매주 화요일 새벽 0:40 ~ 1:30 (50분)                                       |
| KBS 1TV   | 2020년 8월 18일 ~ 2020년 8월 19일 | 매주 수요일 새벽 1:50 ~ 2:40 (50분)                                       |
| KBS 1TV   | 2020년 8월 25일 ~ 2020년 8월 26일 | 매주 화요일 새벽 1:00 ~ 1:50 (50분)                                       |
| KBS 1TV   | 2020년 8월 25일 ~ 2020년 8월 26일 | 매주 수요일 새벽 1:10 ~ 2:00 (50분)                                       |
| KBS 1TV   | 2020년 9월 1일 ~ 2020년 9월 2일 | 매주 화요일 새벽 1:05 ~ 1:55 (50분)                                       |
| KBS 1TV   | 2020년 9월 1일 ~ 2020년 9월 2일 | 매주 수요일 새벽 1:55 ~ 2:45 (50분)                                       |
| KBS 1TV   | 2020년 9월 8일 ~ 2020년 9월 16일 | 매주 화요일 새벽 1:10 ~ 2:00 (50분)                                       |
| KBS 1TV   | 2020년 9월 8일 ~ 2020년 9월 16일 | 매주 수요일 새벽 2:00 ~ 2:45 (45분)                                       |
| KBS 1TV   | 2020년 9월 22일 ~ 2020년 9월 23일 2021년 4월 13일 ~ 2021년 4월 14일 2021년 7월 20일 ~ 2021년 7월 21일 2022년 8월 2일 ~ 2022년 8월 3일 | 매주 화요일 새벽 1:00 ~ 1:50 (50분)                                       |
| KBS 1TV   | 2020년 9월 22일 ~ 2020년 9월 23일 2021년 4월 13일 ~ 2021년 4월 14일 2021년 7월 20일 ~ 2021년 7월 21일 2022년 8월 2일 ~ 2022년 8월 3일 | 매주 수요일 새벽 1:45 ~ 2:35 (50분)                                       |
| KBS 1TV   | 2020년 9월 29일 ~ 2020년 9월 30일 | 매주 화요일 새벽 1:00 ~ 1:50 (50분) 매주 수요일 새벽 2:00 ~ 2:45 (45분)   |
| KBS 1TV   | 2020년 10월 6일 ~ 2020년 10월 7일 2021년 2월 23일 ~ 2021년 2월 24일 2021년 3월 30일 ~ 2021년 3월 31일 2021년 5월 4일 ~ 2021년 5월 12일 2021년 6월 1일 ~ 2021년 6월 23일 2021년 9월 28일 ~ 2021년 9월 29일 2022년 6월 28일 ~ 2022년 6월 29일 2022년 8월 23일 ~ 2022년 8월 24일 2022년 9월 27일 ~ 2022년 9월 28일 2022년 10월 17일 ~ 2022년 10월 18일 2022년 11월 8일 ~ 2022년 11월 16일 2022년 12월 6일 ~ 2022년 12월 7일 2023년 1월 3일 ~ 2023년 1월 4일 2023년 1월 31일 ~ 2023년 2월 15일 2023년 2월 27일 ~ 2023년 3월 28일 | 매주 화요일 새벽 1:00 ~ 1:50 (50분) 매주 수요일 새벽 1:50 ~ 2:40 (50분)   |
| KBS 1TV   | 2020년 10월 21일 | 매주 수요일 새벽 1:00 ~ 1:50 (50분) 매주 수요일 새벽 1:55 ~ 2:45 (50분)   |
| KBS 1TV   | 2020년 11월 10일 ~ 2020년 11월 18일 | 매주 화요일 새벽 1:00 ~ 1:50 (50분) 매주 수요일 새벽 1:55 ~ 2:45 (50분)   |
| KBS 1TV   | 2020년 12월 29일 ~ 2020년 12월 30일 2023년 4월 4일 ~ 2023년 4월 5일 | 매주 화요일 새벽 1:30 ~ 2:20 (50분) 매주 수요일 새벽 1:50 ~ 2:40 (50분)   |
| KBS 1TV   | 2021년 1월 26일 ~ 2021년 1월 27일 2022년 1월 25일 ~ 2022년 1월 26일 2022년 4월 19일 ~ 2022년 4월 27일 2021년 12월 21일 ~ 2021년 12월 29일 2022년 4월 19일 ~ 2022년 4월 27일 2022년 6월 14일 ~ 2022년 6월 15일 2023년 2월 21일 ~ 2022년 2월 22일 | 매주 화요일 새벽 1:05 ~ 1:55 (50분) 매주 수요일 새벽 1:50 ~ 2:40 (50분)   |
| KBS 1TV   | 2021년 3월 2일 ~ 2021년 3월 3일 | 매주 화요일 새벽 1:20 ~ 2:10 (50분) 매주 수요일 새벽 1:55 ~ 2:45 (50분)   |
| KBS 1TV   | 2021년 4월 6일 ~ 2021년 4월 7일 | 매주 화요일 새벽 1:05 ~ 1:55 (50분) 매주 수요일 새벽 1:40 ~ 2:30 (50분)   |
| KBS 1TV   | 2021년 7월 6일 ~ 2021년 7월 7일 | 매주 화요일 새벽 1:10 ~ 2:00 (50분) 매주 수요일 새벽 2:00 ~ 2:50 (50분)   |
| KBS 1TV   | 2021년 7월 27일 ~ 2021년 7월 28일 | 매주 화요일 새벽 1:50 ~ 2:40 (50분) 매주 수요일 새벽 1:45 ~ 2:35 (50분)   |
| KBS 1TV   | 2021년 8월 3일 | 매주 화요일 새벽 1:20 ~ 2:10 (50분)                                       |
| KBS 1TV   | 2021년 8월 10일 ~ 2021년 8월 11일 | 매주 화요일 새벽 1:00 ~ 1:50 (50분) 매주 수요일 새벽 2:00 ~ 2:50 (50분)   |
| KBS 1TV   | 2021년 8월 17일 ~ 2021년 8월 18일 | 매주 화요일 새벽 12:40 ~ 1:30 (50분) 매주 수요일 새벽 1:55 ~ 2:45 (50분)  |
| KBS 1TV   | 2021년 8월 24일 ~ 2021년 8월 25일 | 매주 화요일 새벽 1:20 ~ 2:10 (50분) 매주 수요일 새벽 1:55 ~ 2:45 (50분)   |
| KBS 1TV   | 2021년 8월 31일 ~ 2021년 9월 1일 | 매주 화요일 새벽 1:25 ~ 2:15 (50분) 매주 수요일 새벽 1:55 ~ 2:45 (50분)   |
| KBS 1TV   | 2021년 9월 21일 ~ 2021년 9월 22일 | 매주 화요일 새벽 3:05 ~ 3:55 (50분) 매주 수요일 새벽 1:55 ~ 2:45 (50분)   |
| KBS 1TV   | 2021년 10월 4일 ~ 2021년 10월 6일 | 매주 화요일 새벽 0:40 ~ 1:30 (50분) 매주 수요일 새벽 1:50 ~ 2:40 (50분)   |
| KBS 1TV   | 2021년 10월 12일 ~ 2021년 10월 13일 | 매주 화요일 새벽 0:50 ~ 1:30 (50분) 매주 수요일 새벽 1:50 ~ 2:40 (50분)   |
| KBS 1TV   | 2021년 10월 19일 ~ 2021년 10월 20일 | 매주 화요일 새벽 0:55 ~ 1:35 (50분) 매주 수요일 새벽 1:50 ~ 2:40 (50분)   |
| KBS 1TV   | 2021년 10월 26일 ~ 2021년 10월 27일 | 매주 화요일 새벽 1:10 ~ 2:00 (50분) 매주 수요일 새벽 1:50 ~ 2:40 (50분)   |
| KBS 1TV   | 2021년 11월 2일 ~ 2021년 11월 3일 | 매주 화요일 새벽 1:05 ~ 1:55 (50분) 매주 수요일 새벽 1:55 ~ 2:45 (50분)   |
| KBS 1TV   | 2021년 12월 7일 ~ 2021년 12월 8일 | 매주 화요일 새벽 1:05 ~ 1:55 (50분) 매주 수요일 새벽 1:55 ~ 2:45 (50분)   |
| KBS 1TV   | 2022년 1월 11일 ~ 2022년 1월 19일 | 매주 화요일 새벽 1:05 ~ 1:55 (50분) 매주 수요일 새벽 1:55 ~ 2:45 (50분)   |
| KBS 1TV   | 2022년 2월 15일 ~ 2022년 2월 16일 | 매주 화요일 새벽 1:05 ~ 1:55 (50분) 매주 수요일 새벽 1:55 ~ 2:45 (50분)   |
| KBS 1TV   | 2022년 3월 22일 ~ 2022년 4월 5일 | 매주 화요일 새벽 1:05 ~ 1:55 (50분) 매주 수요일 새벽 1:55 ~ 2:45 (50분)   |
| KBS 1TV   | 2022년 10월 25일 ~ 2022년 11월 2일 | 매주 화요일 새벽 1:05 ~ 1:55 (50분) 매주 수요일 새벽 1:55 ~ 2:45 (50분)   |
| KBS 1TV   | 2022년 11월 22일 ~ 2022년 11월 23일 | 매주 화요일 새벽 1:05 ~ 1:55 (50분) 매주 수요일 새벽 1:55 ~ 2:45 (50분)   |
| KBS 1TV   | 2021년 12월 14일 ~ 2021년 12월 15일 | 매주 화요일 새벽 1:10 ~ 2:00 (50분) 매주 수요일 새벽 1:55 ~ 2:45 (50분)   |
| KBS 1TV   | 2022년 2월 22일 ~ 2022년 2월 23일 | 매주 화요일 새벽 1:10 ~ 2:00 (50분) 매주 수요일 새벽 1:55 ~ 2:45 (50분)   |
| KBS 1TV   | 2022년 3월 8일 ~ 2022년 3월 9일 | 매주 화요일 새벽 1:10 ~ 2:00 (50분) 매주 수요일 새벽 1:55 ~ 2:45 (50분)   |
| KBS 1TV   | 2022년 11월 29일 ~ 2022년 11월 30일 | 매주 화요일 새벽 1:10 ~ 2:00 (50분) 매주 수요일 새벽 1:55 ~ 2:45 (50분)   |
| KBS 1TV   | 2022년 1월 4일 ~ 2022년 1월 5일 | 매주 화요일 새벽 0:55 ~ 1:35 (50분) 매주 수요일 새벽 1:55 ~ 2:45 (50분)   |
| KBS 1TV   | 2022년 2월 1일 ~ 2022년 2월 2일 | 매주 화요일 새벽 2:10 ~ 3:00 (50분)                                       |
| KBS 1TV   | 2022년 2월 1일 ~ 2022년 2월 2일 | 매주 수요일 새벽 1:55 ~ 2:45 (50분)                                       |
| KBS 1TV   | 2022년 2월 8일 ~ 2022년 2월 9일 | 매주 화요일 새벽 2:00 ~ 2:50 (50분)                                       |
| KBS 1TV   | 2022년 2월 8일 ~ 2022년 2월 9일 | 매주 수요일 새벽 1:55 ~ 2:45 (50분)                                       |
| KBS 1TV   | 2022년 3월 1일 ~ 2022년 3월 2일 | 매주 화요일 새벽 1:00 ~ 1:50 (50분)                                       |
| KBS 1TV   | 2022년 3월 1일 ~ 2022년 3월 2일 | 매주 수요일 새벽 1:45 ~ 2:35 (50분)                                       |
| KBS 1TV   | 2022년 3월 14일 ~ 2022년 3월 15일 | 매주 화요일 새벽 1:05 ~ 1:45 (40분)                                       |
| KBS 1TV   | 2022년 3월 14일 ~ 2022년 3월 15일 | 매주 수요일 새벽 1:45 ~ 2:35 (50분)                                       |
| KBS 1TV   | 2022년 5월 3일 ~ 2022년 5월 4일 2022년 5월 17일 ~ 2022년 5월 18일 | 매주 화요일 새벽 1:10 ~ 2:00 (40분)                                       |
| KBS 1TV   | 2022년 5월 3일 ~ 2022년 5월 4일 2022년 5월 17일 ~ 2022년 5월 18일 | 매주 수요일 새벽 1:50 ~ 2:40 (50분)                                       |
| KBS 1TV   | 2022년 5월 24일 ~ 2022년 5월 25일 | 매주 화요일 새벽 1:20 ~ 2:10 (50분)                                       |
| KBS 1TV   | 2022년 5월 24일 ~ 2022년 5월 25일 | 매주 수요일 새벽 1:30 ~ 2:20 (50분)                                       |
| KBS 1TV   | 2022년 6월 7일 ~ 2022년 6월 8일 | 매주 화요일 새벽 12:40 ~ 1:30 (50분) 매주 수요일 새벽 1:50 ~ 2:40 (50분)  |
| KBS 1TV   | 2022년 7월 19일 ~ 2022년 7월 20일 | 매주 화요일 새벽 1:30 ~ 2:20 (50분)                                       |
| KBS 1TV   | 2022년 7월 19일 ~ 2022년 7월 20일 | 매주 수요일 새벽 1:55 ~ 2:45 (50분)                                       |
| KBS 1TV   | 2022년 7월 26일 ~ 2022년 8월 3일 | 매주 화요일 새벽 1:00 ~ 1:50 (50분)                                       |
| KBS 1TV   | 2022년 7월 26일 ~ 2022년 8월 3일 | 매주 수요일 새벽 1:45 ~ 2:35 (50분)                                       |
| KBS 1TV   | 2022년 8월 9일 ~ 2022년 8월 10일 | 매주 화요일 새벽 1:00 ~ 1:50 (50분)                                       |
| KBS 1TV   | 2022년 8월 9일 ~ 2022년 8월 10일 | 매주 수요일 새벽 2:35 ~ 3:25 (50분)                                       |
| KBS 1TV   | 2022년 8월 17일 | 매주 수요일 새벽 1:55 ~ 2:45 (50분)                                       |
| KBS 1TV   | 2022년 9월 7일 | 매주 수요일 새벽 1:50 ~ 2:40 (50분)                                       |
| KBS 1TV   | 2022년 9월 13일 ~ 2022년 9월 14일 | 매주 화요일 새벽 1:20 ~ 2:10 (50분)                                       |
| KBS 1TV   | 2022년 9월 13일 ~ 2022년 9월 14일 | 매주 수요일 새벽 1:55 ~ 2:45 (50분)                                       |
| KBS 1TV   | 2022년 9월 20일 ~ 2022년 9월 21일 | 매주 화요일 새벽 1:00 ~ 1:50 (50분)                                       |
| KBS 1TV   | 2022년 9월 20일 ~ 2022년 9월 21일 | 매주 수요일 새벽 0:10 ~ 1:00 (50분)                                       |
| KBS 1TV   | 2022년 10월 4일 ~ 2022년 10월 12일 | 매주 화요일 새벽 0:50 ~ 1:40 (50분)                                       |
| KBS 1TV   | 2022년 10월 4일 ~ 2022년 10월 12일 | 매주 수요일 새벽 1:50 ~ 2:40 (50분)                                       |
| KBS 1TV   | 2022년 12월 20일 ~ 2022년 12월 21일 | 매주 화요일 새벽 1:10 ~ 2:00 (40분) 매주 수요일 새벽 1:55 ~ 2:45 (50분)   |
| KBS 1TV   | 2022년 12월 27일 ~ 2022년 12월 28일 | 매주 화요일 새벽 1:55 ~ 2:45 (50분)                                       |
| KBS 1TV   | 2022년 12월 27일 ~ 2022년 12월 28일 | 매주 수요일 새벽 1:50 ~ 2:40 (50분)                                       |
| KBS 1TV   | 2023년 1월 24일 ~ 2023년 1월 25일 | 매주 화요일 새벽 2:05 ~ 2:55 (50분) 매주 수요일 새벽 1:55 ~ 2:45 (50분)   |
| KBS 1TV   | 2023년 5월 22일 ~ 2023년 5월 23일 | 매주 화요일 새벽 1:00 ~ 1:50 (50분)                                       |
| KBS 1TV   | 2023년 5월 22일 ~ 2023년 5월 23일 | 매주 수요일 새벽 0:55 ~ 1:40 (50분)                                       |
| KBS 1TV   | 2023년 5월 29일 | 매주 화요일 새벽 1:10 ~ 2:00 (45분)                                       |
| KBS 1TV   | 2023년 6월 6일 ~ 2023년 6월 7일 | 매주 화요일 새벽 1:25 ~ 2:15 (50분) 매주 수요일 새벽 0:55 ~ 1:45 (50분)   |
| KBS 1TV   | 2023년 6월 13일 ~ 2023년 6월 14일 2023년 8월 1일 ~ 2023년 8월 2일 2023년 9월 12일 ~ 2023년 9월 20일 | 매주 화요일 새벽 1:05 ~ 1:55 (50분) 매주 수요일 새벽 0:55 ~ 1:45 (50분)   |
| KBS 1TV   | 2023년 6월 20일 ~ 2023년 6월 21일 2023년 8월 14일 ~ 2023년 8월 15일 | 매주 화요일 새벽 1:05 ~ 1:55 (50분) 매주 수요일 새벽 1:00 ~ 1:50(45분)    |
| KBS 1TV   | 2023년 6월 27일 ~ 2023년 6월 28일 | 매주 화요일 새벽 1:05 ~ 1:55 (50분) 매주 수요일 새벽 1:20 ~ 2:10 (50분)   |
| KBS 1TV   | 2023년 7월 4일 ~ 2023년 7월 5일 2023년 8월 21일 ~ 2023년 8월 28일 | 매주 화요일 새벽 1:10 ~ 2:00 (50분) 매주 수요일 새벽 0:55 ~ 1:45(50분)    |
| KBS 1TV   | 2023년 7월 11일 ~ 2023년 7월 12일 2023년 9월 5일 | 매주 화요일 새벽 1:10 ~ 2:00 (50분) 매주 수요일 새벽 1:00 ~ 1:50 (50분)   |
| KBS 1TV   | 2023년 7월 18일 ~ 2023년 7월 19일 | 매주 화요일 새벽 1:15 ~ 2:05 (50분) 매주 수요일 새벽 1:20 ~ 2:10 (50분)   |
| KBS 1TV   | 2023년 7월 25일 ~ 2023년 7월 26일 | 매주 화요일 새벽 1:30 ~ 2:20 (50분) 매주 수요일 새벽 12:55 ~ 1:45 (50분)  |
| KBS 1TV   | 2023년 8월 8일 ~ 2023년 8월 9일 | 매주 화요일 새벽 12:25 ~ 1:15 (50분) 매주 수요일 새벽 12:55 ~ 1:45 (50분) |
| KBS 1TV   | 2023년 9월 26일 ~ 2023년 9월 27일 | 매주 화요일 새벽 1:50 ~ 2:40 (50분) 매주 수요일 새벽 1:00 ~ 1:50 (50분)   |
| KBS 1TV   | 2023년 10월 3일 ~ 2023년 10월 4일 | 매주 화요일 ~ 수요일 새벽 12:50 ~ 1:40 (50분)                             |
| KBS 1TV   | 2023년 10월 10일 ~ 2023년 10월 11일 | 매주 화요일 새벽 0:45 ~ 1:35 (50분) 매주 수요일 새벽 0:50 ~ 1:40 (50분)   |
| KBS 1TV   | 2023년 10월 17일 ~ 2023년 10월 18일 | 매주 화요일 새벽 1:30 ~ 2:20 (50분) 매주 수요일 새벽 0:50 ~ 1:40 (50분)   |
| KBS 1TV   | 2023년 10월 24일 ~ 2023년 12월 27일 | 매주 화요일 새벽 1:10 ~ 2:00 (50분) 매주 수요일 새벽 0:50 ~ 1:40 (50분)   |
| KBS 1TV   | 2024년 1월 2일 ~ 2024년 1월 3일 | 매주 화요일 새벽 1:05 ~ 1:55 (50분) 매주 수요일 새벽 1:00 ~ 1:50 (50분)   |
| KBS 1TV   | 2024년 1월 9일 ~ 2024년 1월 10일 | 매주 화요일 새벽 1:40 ~ 2:30 (50분) 매주 수요일 새벽 0:50 ~ 1:40 (50분)   |
| KBS 1TV   | 2024년 1월 16일 ~ 2024년 1월 17일 | 매주 화요일 새벽 1:35 ~ 2:25 (50분) 매주 수요일 새벽 0:50 ~ 1:40 (50분)   |
| KBS 1TV   | 2024년 1월 23일 ~ 2024년 1월 24일 | 매주 화요일 새벽 1:45 ~ 2:35 (50분) 매주 수요일 새벽 1:00 ~ 1:50 (50분)   |
| KBS 1TV   | 2024년 1월 30일 ~ 2024년 1월 31일 | 매주 화요일 새벽 1:35 ~ 2:25 (50분) 매주 수요일 새벽 1:00 ~ 1:50 (50분)   |
| KBS 1TV   | 2024년 2월 6일 ~ 2024년 2월 7일 | 매주 화요일 새벽 1:35 ~ 2:25 (50분) 매주 수요일 새벽 1:00 ~ 1:50 (50분)   |
| KBS 1TV   | 2024년 2월 13일 ~ 2024년 2월 14일 | 매주 화요일 새벽 1:05 ~ 1:55 (50분) 매주 수요일 새벽 0:50 ~ 1:40 (50분)   |
| KBS 1TV   | 2024년 2월 20일 ~ 2024년 2월 21일 | 매주 화요일 새벽 1:40 ~ 2:30 (50분) 매주 수요일 새벽 2:45 ~ 3:35 (50분)   |
| KBS 1TV   | 2024년 2월 27일 ~ 2024년 2월 28일 2024년 3월 12일 ~ 2024년 5월 1일 2024년 5월 14일 ~ 2024년 8월 28일 | 매주 화요일 새벽 1:40 ~ 2:30 (50분) 매주 수요일 새벽 0:50 ~ 1:40 (50분)   |
| KBS 1TV   | 2024년 3월 5일 ~ 2024년 2월 7일 | 매주 화요일 새벽 1:45 ~ 2:35 (50분) 매주 수요일 새벽 1:05 ~ 1:55 (50분)   |
| KBS 1TV   | 2024년 5월 7일 ~ 2024년 5월 8일 | 매주 화요일 새벽 1:10 ~ 2:00 (50분) 매주 수요일 새벽 0:50 ~ 1:40 (50분)   |
| KBS 1TV   | 2024년 9월 3일 ~ 2024년 9월 4일 | 매주 화요일 새벽 2:25 ~ 3:15 (50분) 매주 수요일 새벽 0:50 ~ 1:40 (50분)   |
| KBS 1TV   | 2024년 9월 10일 ~ 2024년 9월 11일 2024년 9월 24일 ~ 현재 | 매주 화요일 새벽 2:10 ~ 3:00 (50분) 매주 수요일 새벽 0:50 ~ 1:40 (50분)   |
| KBS 1TV   | 2024년 9월 17일 ~ 2024년 9월 18일 | 매주 화요일 새벽 3:40 ~ 4:30 (50분) 매주 수요일 새벽 0:45 ~ 1:35 (50분)   |

## 같이 보기
- 2TV 생생정보
- 해 볼만한 아침 M&W
- 무엇이든 물어보세요